# Queen's Football League 2019
La Queen's Football League 2019 è la 3ª edizione dell'omonimo torneo di football americano femminile.

## Squadre partecipanti
| Club                            | Città           | Stadio | Sponsor ufficiale | Risultato nella stagione 2018 |
| ------------------------------- | --------------- | ------ | ----------------- | ----------------------------- |
| 0'30 Wolverines                 | Utrecht         |        |                   |                               |
| Amsterdam Cats                  | Amsterdam       |        |                   |                               |
| Mönchengladbach Wolfpack Ladies | Mönchengladbach |        |                   |                               |
| Rotterdam Ravens                | Rotterdam       |        |                   |                               |

## Incontri
| Rotterdam 15 dicembre 2019, ore 13:30 | Rotterdam Ravens | 32 – 8 | 0'30 Wolverines |  |

## III Queen's Bowl
| Rotterdam 15 dicembre 2019, ore 15:00 | Amsterdam Cats | 0 – 18 | Mönchengladbach Wolfpack Ladies |  |

## Verdetti
- Mönchengladbach Wolfpack Ladies Vincitrici della Queen's Football League 2019